# Landeronde
Landeronde – miejscowość i gmina we Francji, w regionie Kraj Loary, w departamencie Wandea.
Według danych na rok 1990 gminę zamieszkiwały 1 613 osoby, a gęstość zaludnienia wynosiła 90 osób/km² (wśród 1504 gmin Kraju Loary Landeronde plasuje się na 382. miejscu pod względem liczby ludności, natomiast pod względem powierzchni na miejscu 648.).